# كلوديا آبرو
كلوديا آبرو (بالبرتغالية: Cláudia Abreu‏) هي ممثلة برازيلية، ولدت في 12 أكتوبر 1970 في ريو دي جانيرو في البرازيل.

## وصلات خارجية
- الموقع الرسمي
- كلوديا آبرو على موقع IMDb (الإنجليزية)
- كلوديا آبرو على موقع قاعدة بيانات الفيلم (الإنجليزية)